# Улица Елены Ахвледиани
Улица Елены Ахвледиани (груз. ელენე ახვლედიანის ქუჩა) — улица в Тбилиси, в районе Чугурети, от улицы Самрекло к реке Кура.

## История
Возникла во второй половине XIX века, как ответвление Сурб-Карапетского подъёма и называлась Сурб-Карапетской улицей (название связано с церковью Сурб-Карапет в Авлабари). Улица со старым названием упоминается на плане города с 1876 года.
В 1923 году улице было присвоено имя русского революционера-народовольца Николая Кибальчича (1853—1881), современное название с 1988 года в честь Елены Ахвледиани (1901—1975), грузинской советской художницы.
Сохранилась застройка конца XIX века.
1 апреля 2021 расположенный в районе улицы отель «Vinotel Boutique Hotel», где остановился российский журналист Владимир Познер, забросали яйцами из-за прошлых высказываний Познера об Абхазии. Журналисту пришлось покинуть страну

## Достопримечательности
Церковь Всех Святых